# Justicia adenothyrsa
Justicia adenothyrsa är en akantusväxtart som först beskrevs av Gustav Lindau, och fick sitt nu gällande namn av T.F. Daniel. Justicia adenothyrsa ingår i släktet Justicia och familjen akantusväxter. Inga underarter finns listade i Catalogue of Life.